# Улица Стокхолмас
Улица Стокхолмас (латыш. Stokholmas iela — Стокгольмская) — улица в Северном районе Риги, в Межапарксе. Пролегает в юго-западном направлении, от улицы Эзермалас до улицы Стендера. Общая длина улицы — 1341 метр.
На всём протяжении покрыта асфальтом. Движение по улице двустороннее. Общественный транспорт по улице не курсирует.

## История
Улица впервые упоминается в справочниках в 1912 году, под своим нынешним названием — Стокгольмская (как и многие другие улицы этого района, она носит имя одного из городов Ганзейского союза). С 1915 по 1917 год была временно переименована в Амурскую улицу; других переименований улицы не было. В 1923 получила свои нынешние границы, вобрав в себя улицу Штралзундас (латыш. Štrālzundas или Strālzundas iela), названную в честь другого ганзейского города — ныне западная часть улицы Стокхолмас.

## Застройка и достопримечательности
16 зданий на улице Стокхолмас признаны памятниками архитектуры, в том числе 6 — памятниками государственного значения. Большинство зданий сохранилось со времён застройки улицы в 1911—1912 годах.
На перекрёстке с проспектом Кокнесес и улицей Петерупес установлен памятник детям, депортированным в 1941 году (скульптор Дзинтра Янсоне, 1993).

## Прилегающие улицы
Улица Стокхолмас пересекается со следующими улицами:
- улица Эзермалас
- улица Велмес
- улица Петерупес
- проспект Кокнесес
- проспект Висбияс
- улица Щецинас
- улица Гданьскас
- улица Карля Ватсона
- улица Глюка
- улица Стендера